# Alluvione del Polesine del 17 settembre 1882
L'alluvione del Polesine del 17 settembre 1882 fu un evento disastroso che colpì le province di Verona e Rovigo e il comune di Cavarzere.

## Gli eventi
Il 15 settembre 1882 la piena dell'Adige aveva già provocato gravi danni a Verona.
Il 17 settembre alle 3:30 l'Adige ruppe gli argini in riva destra a Boschetto di Angiari, presso la "chiavica del Galletto", a 100 km dal mare Adriatico.
Le acque disalveate devastarono le campagne della bassa veronese e del Polesine fino a riversarsi nel Tartaro-Canalbianco, provocando rotte negli argini di quest'ultimo a Bergantino, a Zelo e a Frassinelle Polesine.
I veneziani, al verificarsi di inondazioni a sud del Canalbianco, procedevano immediatamente al taglio degli argini della Fossa Polesella per facilitare il deflusso delle acque verso il mare; se anche in questo caso si fosse provveduto immediatamente al taglio, il disastro sarebbe stato di dimensioni decisamente più ridotte.
In questa occasione il Genio Civile di Rovigo agì con colpevole ritardo, procedendo al taglio della Fossa solo il 30 settembre; nel frattempo si era allagato tutto il territorio dalle Valli Grandi Veronesi fino alla Fossa. Trentanove comuni furono devastati.
La commissione incaricata dal Ministero dei lavori pubblici stabilì di costruire due nuovi collettori in Polesine, uno per lato del Canalbianco, lasciando quest'ultimo come scolo esclusivo delle Valli Grandi Veronesi; solo il Collettore Padano Polesano a destra fu però effettivamente realizzato.

## Conseguenze
Seguì un periodi di grave carestia, per cui 63000 persone emigrarono in America meridionale. Furono anche poste le basi per i movimenti conosciuti come "La Boje".
A ricordo della catastrofe, fu posta una lapide nel portico della Rotonda a Rovigo, dove molti sfollati dalle campagne furono temporaneamente alloggiati nei giorni seguenti all'alluvione.